# Deflexula ulmi
Deflexula ulmi är en svampart som först beskrevs av Peck, och fick sitt nu gällande namn av Corner 1950. Deflexula ulmi ingår i släktet Deflexula och familjen mattsvampar.   Inga underarter finns listade i Catalogue of Life.